# Wim Michiels
Wim Michiels is een personage uit de Vlaamse ziekenhuisserie Spoed dat werd gespeeld door Govert Deploige. Hij was een vast personage van 2007 tot 2008.

## Personage
Michiels wordt in seizoen 10 aangesteld als nieuwe hoofdverpleger na het vertrek van Bob Verly. Alles is nogal nieuw voor hem, maar toch weigert hij alle raad of hulp en wil hij alles uitzoeken. Daardoor wordt alles nogal vlug chaotisch, ook omdat hij verstrooid is. Diensthoofd Luc Gijsbrecht ergert zich weleens aan hem, maar ondanks de hervormingen die hij in goede banen moet leiden, zijn alle collega's wel vriendelijk voor hem en rapen ze de steken op die hij soms laat vallen. Hij groeit in zijn job en heeft al gauw de touwtjes stevig in handen.
In seizoen 11 wordt hij smoorverliefd op Evi Cauberghs, een nieuwe stagiair-dokter, maar hij heeft ook nog een gezin. Eerst houdt hij zijn verhouding nog geheim, maar uiteindelijk biecht hij alles op en verlaat hij zijn vrouw Sandra. Nadat hij alles echter eens rustig op een rijtje heeft gezet, laat hij Evi vallen en klopt hij weer bij Sandra aan. Ze geeft hem een tweede kans.

## Familie
- Sandra (echtgenote)